# Giải thưởng Điện ảnh Hồng Kông lần thứ 11
Giải thưởng Điện ảnh Hồng Kông lần thứ mười một được tổ chức năm 1992 tại Hồng Kông.

## Danh sách các đề cử và giải thưởng
| Phim hay nhất                                      | Phim hay nhất                     | Phim hay nhất |
| Phim                                               | Tên tiếng Anh                     |               |
| -------------------------------------------------- | --------------------------------- | ------------- |
| Bả hào (跛豪)                                      | To Be Number One                  |               |
| Ngũ ức thám trưởng Lôi Lạc truyện (五億探長雷洛傳) | Lee Rock                          |               |
| Hôn nhân vật ngữ (婚姻勿語)                        | This Thing Called Love            |               |
| Hoàng Phi Hồng (黃飛鴻)                            | Once Upon a Time in China         |               |
| Tung hoành tứ hải (縱橫四海)                       | Once a Thief                      |               |
| Đạo diễn xuất sắc nhất                             |                                   |               |
| Đạo diễn                                           | Phim                              |               |
| Từ Khắc                                            | Hoàng Phi Hồng                    |               |
| Ngô Vũ Sâm                                         | Tung hoành tứ hải                 |               |
| Phan Văn Kiệt                                      | Bả hào                            |               |
| Trần Gia Thượng                                    | Học trường Uy Long                |               |
| Lưu Quốc Xương                                     | Ngũ ức thám trưởng Lôi Lạc truyện |               |
| Kịch bản hay nhất                                  |                                   |               |
| Biên kịch                                          | Phim                              |               |
| Mạch Đương Hùng Tiêu Nhược Nguyên                  | Bả hào                            |               |
| Lý Chí Nghị                                        | Hôn nhân vật ngữ                  |               |
| Trần Văn Cường                                     | Ngũ ức thám trưởng Lôi Lạc truyện |               |
| Lý Chí Nghị Hoàng Bỉnh Diệu                        | Song thành cố sự                  |               |
| Hoàng Bỉnh Diệu Trần Gia Thượng                    | Học trường Uy Long                |               |
| Nam diễn viên chính xuất sắc nhất                  |                                   |               |
| Diễn viên                                          | Phim                              |               |
| Tăng Chí Vĩ                                        | Song thành cố sự                  |               |
| Lữ Lương Vĩ                                        | Bả hào                            |               |
| Chu Tinh Trì                                       | Học trường Uy Long                |               |
| Chu Nhuận Phát                                     | Tung hoành tứ hải                 |               |
| Lưu Đức Hoa                                        | Ngũ ức thám trưởng Lôi Lạc truyện |               |
| Nữ diễn viên chính xuất sắc nhất                   |                                   |               |
| Diễn viên                                          | Phim                              |               |
| Diệp Đồng                                          | Hôn nhân vật ngữ                  |               |
| Trương Mẫn                                         | Dữ long cộng vũ                   |               |
| Trịnh Du Linh                                      | Biểu tỉ nễ hảo №! Tục tập         |               |
| Lưu Gia Linh                                       | Kê áp luyến                       |               |
| Mai Diễm Phương                                    | Hà nhật Quân tái lai              |               |
| Nam diễn viên phụ xuất sắc nhất                    |                                   |               |
| Diễn viên                                          | Phim                              |               |
| Quan Hải Sơn                                       | Ngũ ức thám trưởng Lôi Lạc truyện |               |
| Ngô Mạnh Đạt                                       | Học trường Uy Long                |               |
| Quách Phú Thành                                    | Thần điêu hiệp lữ 91              |               |
| Trương Học Hữu                                     | Hoàng Phi Hồng                    |               |
| Thang Chấn Nghiệp                                  | Ngũ hổ tướng chi quyết liệt       |               |
| Trịnh Tắc Sĩ                                       | Bả hào                            |               |
| Nữ diễn viên phụ xuất sắc nhất                     |                                   |               |
| Diễn viên                                          | Phim                              |               |
| Diệp Đức Nhàn                                      | Dữ long cộng vũ                   |               |
| Ngô Gia Lệ                                         | Hà nhật Quân tái lai              |               |
| Khâu Thục Trinh                                    | Ngũ ức thám trưởng Lôi Lạc truyện |               |
| Quan Chi Lâm                                       | Hôn nhân vật ngữ                  |               |
| Diệp Đồng                                          | Bả hào                            |               |
| Diễn viên mới xuất sắc nhất                        |                                   |               |
| Diễn viên                                          | Phim                              |               |
| Lương Tranh                                        | Hắc miêu                          |               |
| Lữ Tụng Hiền                                       | Quyền vương                       |               |
| Trần Đức Hưng                                      | Quyền vương                       |               |
| Tang Ni                                            | YES nhất tộc                      |               |